# 帕塞瓦尔定理
在数学中，帕塞瓦尔定理（或称帕塞瓦尔等式），经常指“傅里叶转换是幺正算符”这一结论；简而言之，就是说函数平方的和（或积分）等于其傅里叶转换式平方之和（或者积分）。这个定理产生于法國數學家马克-安托万·帕塞瓦尔（Marc-Antoine Parseval）在1799年所得到的一个有关级数的定理，该定理随后被应用于傅里叶级数。它也被称为瑞利能量定理或瑞利恒等式，以物理学家瑞利命名。
虽说帕塞瓦尔定理这一术语常用来描述任何傅里叶转换的幺正性，尤其是在物理学和工程学上，但这种属性最一般的形式还是称为普朗歇爾定理而不是帕塞瓦尔定理才更合适。
该定理是勾股定理在希尔伯特空间或更广泛的内积空间中的推广，或者说勾股定理是帕塞瓦尔定理在定义了内积的二维欧氏空间中的特例。

## 帕塞瓦尔定理的陈述
在一般的欧氏平面几何中，勾股定理说明直角三角形的两个直角边之长度的平方加起来等于斜边的平方。从另一种角度来看，若在平面上定义了一个直角坐标系xOy（单位向量分别是{\displaystyle (e_{x},e_{y})}），那么一个向量和它在这两个坐标轴方向上的投影构成一个直角三角形，因此，向量的长度的平方等于它在两个坐标轴方向上的投影的长度的平方之和。
对于一个有限维的欧几里得空间{\displaystyle \mathbb {R} ^{n}} 以及其中的标准规范正交基{\displaystyle (e_{1},e_{2},\cdots ,e_{n})}，空间中的一个向量{\displaystyle v=(v_{1},v_{2},\cdots ,v_{n})} 的长度的平方等于它在各个基向量上的投影的长度的平方之和：
{\displaystyle \left\|v\right\|^{2}=v_{1}^{2}+v_{2}^{2}+\cdots +v_{n}^{2}}
在一般的希尔伯特空间之中，也有类似的等式。设{\displaystyle {\mathcal {H}}} 是一个装备了内积：{\displaystyle \left\langle \cdot ,\cdot \right\rangle } 的希尔伯特空间。考虑{\displaystyle {\mathcal {H}}} 中的一组规范正交基：{\displaystyle (e_{1},e_{2},\cdots ,e_{n},\cdots )}，那么{\displaystyle {\mathcal {H}}} 中的每一个向量的范数的平方都等于它在各个基向量上的投影的平方之和。
假定A(x)和B(x)都是平方可积的（参照勒贝格测度）复变函数，且定义在R上周期为2π的区间上，分别写成傅里叶级数的形式:
{\displaystyle A(x)=\sum _{n=-\infty }^{\infty }a_{n}e^{inx}}
和

{\displaystyle B(x)=\sum _{n=-\infty }^{\infty }b_{n}e^{inx}.}
然后
{\displaystyle \sum _{n=-\infty }^{\infty }a_{n}{\overline {b_{n}}}={\frac {1}{2\pi }}\int _{-\pi }^{\pi }A(x){\overline {B(x)}}\,dx,}
这里的i是虚数单位而上划线（horizontal bars）表示复共轭运算。
一般地， 给定一个交换的拓扑群 G 和它的Pontryagin对偶 G^, 帕塞瓦尔定理 says the Pontryagin–Fourier transform is a unitary operator between Hilbert spaces L2(G) and L2(G^) (with integration being against the appropriately scaled Haar measures on the two groups.) When G is the unit circle T, G^ is the integers and this is the case discussed above. When G is the real line R, G^ is also R and the unitary transform is the Fourier transform on the real line. When G is the cyclic group Zn, again it is self-dual and the Pontryagin–Fourier transform is what is called discrete-time Fourier transform in applied contexts.

## 物理学和工程学上使用的记号
在 物理学 和 工程学 中, 帕塞瓦尔定理通常描述如下:
{\displaystyle \int _{-\infty }^{\infty }|x(t)|^{2}\,dt=\int _{-\infty }^{\infty }|X(f)|^{2}\,df}
其中{\displaystyle X(f)={\mathcal {F}}\{x(t)\}} 为 x(t) 的连续傅立叶变换（以归一化酉形式），而f代表x的频率分量（非角频率）
帕塞瓦尔定理的此表达形式解释了波形x(t)依时间域t累积的总能量与该波形的傅立叶变换X(f)在频率域f累积的总能量相等。
对于离散时间信号，该理论表达式变换为：
{\displaystyle \sum _{n=-\infty }^{\infty }|x[n]|^{2}={\frac {1}{2\pi }}\int _{-\pi }^{\pi }|X(e^{i\omega })|^{2}d\omega }
其中，X为x的离散时间傅立叶变换(DTFT)，而{\displaystyle \omega }为x的角频率（度每样本）。
此外，对于离散傅立叶变换 (DFT)，表达式变换为：
{\displaystyle \sum _{n=0}^{N-1}|x[n]|^{2}={\frac {1}{N}}\sum _{k=0}^{N-1}|X[k]|^{2}}
其中，X[k]为x[n]的DFT变换，变换前后样本长度皆为N。

## 證明

### 连续傅立叶变换(CTFT)的帕塞瓦爾定理
{\displaystyle \int _{-\infty }^{\infty }|x(t)|^{2}dt}
{\displaystyle =\int _{-\infty }^{\infty }x(t)x^{*}(t)dt}
{\displaystyle =\int _{-\infty }^{\infty }x(t)[\int _{-\infty }^{\infty }X^{*}(f)e^{-j2{\pi }ft}df]dt}
{\displaystyle =\int _{-\infty }^{\infty }X^{*}(f)[\int _{-\infty }^{\infty }x(t)e^{-j2{\pi }ft}dt]df}
{\displaystyle =\int _{-\infty }^{\infty }X^{*}(f)X(f)df}
{\displaystyle =\int _{-\infty }^{\infty }|X(f)|^{2}df}
其中，{\displaystyle x^{*}(t)}是{\displaystyle x(t)}的共軛複數。

### 离散时间傅立叶变换(DTFT)的帕塞瓦爾定理
{\displaystyle \sum _{n=-\infty }^{\infty }|x[n]|^{2}}
{\displaystyle =\sum _{n=-\infty }^{\infty }x[n]x^{*}[n]}
{\displaystyle =\sum _{n=-\infty }^{\infty }x[n][{\frac {1}{2{\pi }}}\int _{0}^{2{\pi }}X^{*}(e^{j\omega })e^{-j{\omega }n}d\omega ]}
{\displaystyle ={\frac {1}{2{\pi }}}\int _{0}^{2{\pi }}[\sum _{n=-\infty }^{\infty }x[n]e^{-j{\omega }n}]X^{*}(e^{j\omega })d\omega }
{\displaystyle ={\frac {1}{2{\pi }}}\int _{0}^{2{\pi }}X(e^{j\omega })X^{*}(e^{j\omega })d\omega }
{\displaystyle ={\frac {1}{2{\pi }}}\int _{0}^{2{\pi }}|X(e^{j\omega })|^{2}d\omega }
其中，{\displaystyle x^{*}[n]}是{\displaystyle x[n]}的共軛複數。

### 連續時間傅立葉級數(CTFS)的帕塞瓦爾定理
令x(t)是周期為{\displaystyle T_{0}={\frac {1}{f_{0}}}}的連續時間函數。
{\displaystyle c_{n}}是其連續時間傅立葉級數。{\displaystyle c_{n}={\frac {1}{T_{0}}}\int _{0}^{T_{0}}x(t)e^{-j2\pi {n}{f_{0}}t}dt}
{\displaystyle \sum _{n=-\infty }^{\infty }|c_{n}|^{2}}
{\displaystyle =\sum _{n=-\infty }^{\infty }c_{n}{c_{n}}^{*}}
{\displaystyle =\sum _{n=-\infty }^{\infty }c_{n}[{\frac {1}{T_{0}}}\int _{0}^{T_{0}}x^{*}(t)e^{j2\pi {n}{f_{0}}t}dt]}
{\displaystyle ={\frac {1}{T_{0}}}\int _{0}^{T_{0}}x^{*}(t)[\sum _{n=-\infty }^{\infty }c_{n}e^{j2\pi {n}{f_{0}}t}]dt}
{\displaystyle ={\frac {1}{T_{0}}}\int _{0}^{T_{0}}x^{*}(t)x(t)dt}
{\displaystyle ={\frac {1}{T_{0}}}\int _{0}^{T_{0}}|x(t)|^{2}dt}

### 离散时间傅里叶级数(DTFS)的帕塞瓦爾定理
x[n]是長度為N的離散時間信號，{\displaystyle a_{k}}為其離散時間傅立葉級數，亦即{\displaystyle a_{k}={\frac {1}{N}}\sum _{n=0}^{N-1}x[n]e^{-j\omega _{0}kn}}。
其中{\displaystyle \omega _{0}}是角基頻，{\displaystyle \omega _{0}={\frac {2\pi }{N}}}。
{\displaystyle \sum _{k=0}^{N-1}|a_{k}|^{2}}
{\displaystyle =\sum _{k=0}^{N-1}a_{k}{a_{k}}^{*}}
{\displaystyle =\sum _{k=0}^{N-1}a_{k}[{\frac {1}{N}}\sum _{n=0}^{N-1}x^{*}[n]e^{j\omega _{0}kn}]}
{\displaystyle ={\frac {1}{N}}\sum _{n=0}^{N-1}x^{*}[n][\sum _{k=0}^{N-1}a_{k}e^{j\omega _{0}kn}]}
{\displaystyle ={\frac {1}{N}}\sum _{n=0}^{N-1}x^{*}[n]x[n]}
{\displaystyle ={\frac {1}{N}}\sum _{n=0}^{N-1}|x[n]|^{2}}

### 离散傅立叶变换(DFT)的帕塞瓦爾定理
令{\displaystyle x[n]}為一長度是N點的離散時間信號，僅在0≤n≤N-1有值，{\displaystyle x[n]=0} for {\displaystyle n<0} or {\displaystyle n>N-1}。
其DFT為{\displaystyle X[k]}，亦為一長度是N點的離散時間信號，僅在0≤k≤N-1有值，{\displaystyle X[k]=0} for {\displaystyle k<0} or {\displaystyle k>N-1}。
設{\displaystyle W_{N}=e^{j{\frac {2\pi }{N}}}}。
{\displaystyle \sum _{n=0}^{N-1}|x[n]|^{2}}
{\displaystyle =\sum _{n=0}^{N-1}x[n]x^{*}[n]}
{\displaystyle =\sum _{n=0}^{N-1}x[n][{\frac {1}{N}}\sum _{k=0}^{N-1}X^{*}[k]{W_{N}}^{-kn}]}
{\displaystyle ={\frac {1}{N}}\sum _{k=0}^{N-1}X^{*}[k][\sum _{n=0}^{N-1}x[n]{W_{N}}^{-kn}]}
{\displaystyle ={\frac {1}{N}}\sum _{k=0}^{N-1}X^{*}[k]X[k]}
{\displaystyle ={\frac {1}{N}}\sum _{k=0}^{N-1}|X[k]|^{2}}